# Ivanka pri Dunaji
Ivanka pri Dunaji (prononciation slovaque : [ˈivaŋka ˈpri dunaji], hongrois : Pozsonyivánka [ˈpoʒoɲivaːŋkɒ], allemand : Iwanka an der Donau) est un village slovaque situé dans la région de Bratislava. Il a une population de 5 777 habitants.

## Géographie
Ivanka pri Dunaji est limitrophe de Bratislava (Vajnory et Ružinov). Une partie de l’aéroport M. R. Štefánik se trouve sur le territoire de la commune. Malgré son nom (« Ivanka près du Danube »), le village est situé à une dizaine de kilomètres du Danube.

## Histoire
Première mention écrite du village en 1209.
Le 4 mai 1919, l'avion du héros de l'indépendance tchécoslovaque, Milan Rastislav Štefánik (un Caproni 11495) s'écrase à Ivanka pri Dunaji, juste avant l'atterrissage, tuant tous les passagers. Officiellement, la cause est une panne de moteur, mais les circonstances exactes de l'accident n'ont pas été éclaircies.

## Démographie

### Évolution de la population
| Année:               | 1994. | 2004.    | 2014.    | 2024.    |
| -------------------- | ----- | -------- | -------- | -------- |
| Nombre de personnes: | 4589  | 5402     | 6245     | 7247     |
| Différence:          |       | +17,71 % | +15,60 % | +16,04 % |

| Année:               | 2023. | 2024.   |
| -------------------- | ----- | ------- |
| Nombre de personnes: | 7172  | 7247    |
| Différence:          |       | +1,04 % |